# 몬탈토디카스트로
몬탈토디카스트로(이탈리아어: Montalto di Castro)는 이탈리아 라치오주 비테르보도에 위치한 코무네다. 로마로부터 북서쪽 90km, 비테르보로부터 서쪽 40km 거리에 있다.
Enel이 관리하는 화석 연료 발전소가 있다.

## 출신 유명 인물
- 레아 파도바니